# Fatih Portakal
Fatih Portakal, né le 2 février 1967 à Aydın, en Turquie, est un présentateur de télévision et journaliste turc,connu pour ses opinions sociales-démocrates.

## Biographie
Après des études au lycée Atatürk de Izmir, puis en classe préparatoire économie à Izmir en 1985, il étudie entre 1985 et 1989 à l'Université d'Istanbul, au département d'économie. 
À partir du 1996, il présente les journaux de Star TV jusqu'en 2005. Il est nommé rédacteur en chef de l'information de Star TV en 1996 jusqu'en 2005. De 2005 à 2010, Fatih Portakal est nommé présentateur adjoint de la rédaction de l'information de Kanal D. Il a également travaillé pour Fox TV en juin 2010. En septembre 2013, Fatih Portakal présente, en compagnie de Doğan Şentürk, les Fatih Portakal ile Fox Ana Haber. Fatih Portakal a présenté les nouvelles du soir de Fox TV, préalablement préparées et présentées par Nazlı Tolga et Aslıgül Atasagun , du 2 septembre 2013 jusqu'à ses adieux au 19 juin 2020. 

## Vie privée
Depuis 1997, il est marié avec la publicitaire Armağan Portakal et vit à Izmir.